# Poverty Point
Poverty Point (francês: Pointe de Pauvreté) é um trabalho de terraplenagem pré-histórico da cultura Poverty Point, hoje um monumento histórico e Patrimônio da humanidade  localizado no sul dos Estados Unidos. Localiza-se a cerca de 25 quilômetros do Rio Mississippi em Louisiana.
Poverty Point possui vários trabalhos de terraplenagem e montes construídos entre 1650 e 700 a.C., durante o Período Arcaico nas Américas por um grupo de nativos americanos da cultura Poverty Point. A cultura se estendeu 160 quilômetros pelo delta do Mississippi. Os propósitos originais de Poverty Point ainda não foram determinados pelos arqueólogos, embora eles acreditem em várias possibilidades como: assentamento, centro de comércio e/ou complexo religioso cerimonial.
O local, que possui 3,68km2 é um Monumento Nacional registrado e tem sido descrito como "o maior e mais complexo de ocupação do Período Arcaico e local cerimonial ainda existente na América do Norte".  Os arqueólogos chamaram a atenção para Poverty Point no começo do Século XX e recebeu este nome graças a uma plantação próxima. Desde lá, várias escavações aconteceram na região. O complexo atrai muitos turistas hoje em dia.

## UNESCO
Poverty Point foi incluída na lista de patrimônio Mundial da UNESCO graças a "seu testemunho único da construção na América do Norte que ainda é visível, mesmo após 2.000 anos."